# Ghazipur (district)
Ghazipur is een district van de Indiase staat Uttar Pradesh. Het district telt 3.620.268 inwoners (2011) en heeft een oppervlakte van 3377 km².
Ghazipur maakt deel uit van de divisie Benares. Naast de gelijknamige hoofdstad Ghazipur behoren ook plaatsen als Dildarnagar, Mohammadabad en Sadat tot het gebied. Het district wordt doorsneden door de Ganges. In het zuiden vormt de rivier de Karamnasa de grens met de staat Bihar.
Hoofdstad: Lucknow
Districten:
Divisie Agra: Agra · Firozabad · Mainpuri · Mathura
Divisie Aligarh: Aligarh · Etah · Hathras · Kasganj
Divisie Ayodhya (Faizabad): Ambedkar Nagar · Amethi · Ayodhya (Faizabad) · Barabanki · Sultanpur
Divisie Azamgarh: Azamgarh · Ballia · Mau
Divisie Bareilly: Bareilly · Budaun · Pilibhit · Shahjahanpur
Divisie Basti: Basti · Sant Kabir Nagar · Siddharthnagar
Divisie Benares (Varanasi): Benares (Varanasi) · Chandauli · Ghazipur · Jaunpur
Divisie Chitrakoot: Banda · Chitrakoot · Hamirpur · Mahoba
Divisie Devipatan: Bahraich · Balrampur · Gonda · Shravasti
Divisie Gorakhpur: Deoria · Gorakhpur · Kushinagar · Maharajganj
Divisie Jhansi: Jalaun · Jhansi · Lalitpur
Divisie Kanpur: Auraiya · Etawah · Farrukhabad · Kannauj · Kanpur Dehat · Kanpur Nagar
Divisie Lucknow: Hardoi · Lakhimpur Kheri · Lucknow · Raebareli · Sitapur · Unnao
Divisie Meerut: Bagpat · Bulandshahr · Gautam Buddha Nagar · Ghaziabad · Hapur · Meerut
Divisie Mirzapur: Bhadohi · Mirzapur · Sonbhadra
Divisie Moradabad: Amroha · Bijnor · Moradabad · Rampur · Sambhal
Divisie Prayagraj (Allahabad): Fatehpur · Kaushambi · Pratapgarh · Prayagraj (Allahabad)
Divisie Saharanpur: Muzaffarnagar · Saharanpur · Shamli